# 1000-km-Rennen von Spa-Francorchamps 1988

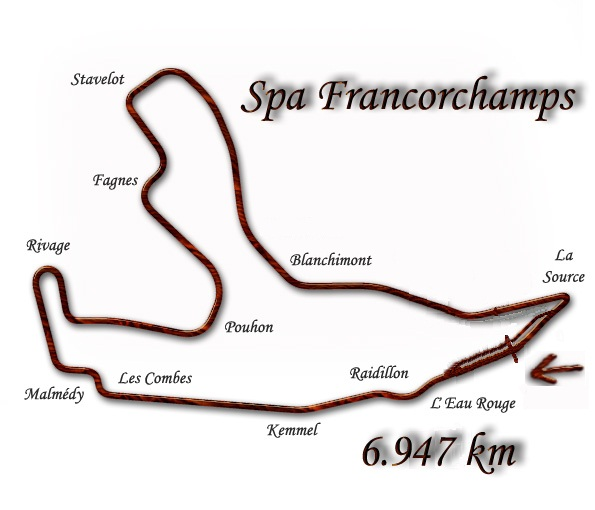
Streckenlayout des Circuit de Spa-Francorchamps 1988

Das 17. 1000-km-Rennen von Spa-Francorchamps, auch 1000 km Spa, World Sports Prototype Championship, Spa-Francorchamps, fand am 18. September 1988 auf dem Circuit de Spa-Francorchamps statt und war der neunte Wertungslauf der Sportwagen-Weltmeisterschaft dieses Jahres.

## Das Rennen
Nach den Erfolgen beim Saison-Eröffnungsrennen in Jerez, beim 24-Stunden-Rennen von Le Mans, dem 1000-km-Rennen von Brands Hatch und auf dem Nürburgring war der Gesamtsieg in Spa der fünfte Erfolg von Sauber mit dem C9 1988. Mauro Baldi und Stefan Johansson kamen nach einer Fahrzeit von 6:01:34,230 Stunden mit einem Vorsprung von 24 Sekunden auf Jan Lammers und Martin Brundle im Jaguar XJR-8 als Erste ins Ziel.

## Ergebnisse

### Schlussklassement
| 1               | C1 | 62  | Team Sauber Mercedes         | Mauro Baldi Stefan Johansson                        | Sauber-Mercedes C9/88 | 142 |
| 2               | C1 | 2   | Silk Cut Jaguar              | Jan Lammers Martin Brundle                          | Jaguar XJR-8          | 142 |
| 3               | C1 | 51  | Team Sauber Mercedes         | Jean-Louis Schlesser Jochen Mass                    | Sauber-Mercedes C9/88 | 139 |
| 4               | C1 | 5   | Brun Motorsport              | Oscar Larrauri Manuel Reuter                        | Porsche 962C          | 138 |
| 5               | C2 | 103 | Spice Engineering            | Thorkild Thyrring Almo Coppelli                     | Spice SE88C           | 134 |
| 6               | C2 | 111 | Spice Engineering            | Gordon Spice Ray Bellm                              | Spice SE88C           | 132 |
| 7               | C1 | 40  | Swiss Team Salamin           | Antoine Salamin Giovanni Lavaggi                    | Porsche 962C          | 129 |
| 8               | C1 | 20  | Team Davey                   | Tim Lee-Davey Tom Dodd-Noble                        | Porsche 962C          | 129 |
| 9               | C1 | 127 | Chamberlain Engineering      | Richard Jones Nick Adams John Williams              | Spice SE86C           | 127 |
| 10              | C2 | 117 | Team Lucky Strike Schanche   | John Sheldon Fritz Glatz Robin Smith                | Argo JM19C            | 126 |
| 11              | C1 | 191 | PC Automotive                | Richard Piper Olindo Iacobelli                      | Argo JM19C            | 126 |
| 12              | C1 | 151 | Pierre-Alain Lombardi        | Pierre-Alain Lombardi Bruno Sotty Thierry Lecerf    | Spice SE86C           | 123 |
| 13              | C2 | 186 | Kelmar Racing Cars           | Pasquale Barberio Vito Veninata Stefano Sebastiani  | Tiga GC288            | 123 |
| 14              | C2 | 124 | MT Sport Racing              | Pierre-François Rousselot Jean Messaoudi            | Argo JM19C            | 122 |
| 15              | C2 | 109 | Kelmar Racing Cars           | Ranieri Randaccio Luigi Taverna Maurizio Gellini    | Tiga GC288            | 120 |
| 16              | C2 | 107 | Chamberlain Engineering      | Jean-Louis Ricci Claude Ballot-Léna                 | Spice SE88C           | 118 |
| 17              | C2 | 178 | Louis Descartes              | Gérard Tremblay David Mercer                        | ALD 03                | 113 |
| Ausgefallen     |    |     |                              |                                                     |                       |     |
| 18              | C1 | 8   | Joest Racing GmbH            | Louis Krages Frank Jelinski                         | Porsche 962C          | 115 |
| 19              | C1 | 125 | Patrick Oudet Vetir Racing   | Patrick Oudet Jean-Claude Ferrarin Pascal Witmeur   | Tiga GC85             | 87  |
| 20              | C1 | 35  | Walter Lechner Racing School | Ernst Franzmaier Walter Lechner senior Jochen Dauer | Porsche 962C          | 81  |
| 21              | C2 | 177 | Louis Descartes              | Dominique Lacaud Louis Descartes Jacques Heuclin    | ALD 04                | 67  |
| 22              | C1 | 14  | Richard Lloyd Racing         | Derek Bell Martin Donnelly                          | Porsche 962C GTi      | 63  |
| 23              | C2 | 121 | G. P. Motorsport             | Costas Los Wayne Taylor                             | Spice SE87C           | 56  |
| 24              | C1 | 1   | Silk Cut Jaguar              | Eddie Cheever Johnny Dumfries                       | Jaguar XJR-9          | 49  |
| 25              | C1 | 4   | Brun Motorsport              | Walter Brun Oscar Larrauri Manuel Reuter            | Porsche 962C          | 39  |
| 26              | C1 | 7   | Blaupunkt Joest Racing       | Bob Wollek Paolo Barilla                            | Porsche 962C          | 31  |
| 27              | C2 | 198 | Roy Baker Racing             | Stephen Hynes Max Cohen-Olivar Val Musetti          | Tiga GC286            | 17  |
| Nicht gestartet |    |     |                              |                                                     |                       |     |
| 28              | C1 | 1T  | Silk Cut Jaguar              | Martin Brundle Eddie Cheever                        | Jaguar XJR-9          | 1   |

1 Trainingswagen

### Nur in der Meldeliste
Hier finden sich Teams, Fahrer und Fahrzeuge, die ursprünglich für das Rennen gemeldet waren, aber aus den unterschiedlichsten Gründen daran nicht teilnahmen.
| Pos. | Klasse | Nr. | Team                        | Fahrer                                | Chassis          |
| ---- | ------ | --- | --------------------------- | ------------------------------------- | ---------------- |
| 29   | C1     | 10  | Kremer Porsche Racing       | Bruno Giacomelli Volker Weidler       | Porsche 962C     |
| 30   | C1     | 24  | Dollop Racing               | Jean-Pierre Frey                      | Lancia LC2/88    |
| 31   | C1     | 42  | Noel Del Bello Racing       | Noël del Bello Bernard Santal         | Sauber C8        |
| 32   | C1     | 115 | ADA Engineering             |                                       | ADA 03           |
| 33   | C2     | 160 | Günther Gebhardt Motorsport |                                       | Gebhardt JC873   |
| 34   | C2     | 181 | Luigi Taverna Technoracing  | Luigi Taverna                         | Olmas GLT-200    |
| 35   | C2     | 183 | Walter Maurer               | Walter Maurer Helmut Gall Edgar Dören | Maurer Lotec C87 |

### Klassensieger
| Klasse | Fahrer            | Fahrer           | Fahrzeug              | Platzierung im Gesamtklassement |
| ------ | ----------------- | ---------------- | --------------------- | ------------------------------- |
| C1     | Mauro Baldi       | Stefan Johansson | Sauber-Mercedes C9/88 | Gesamtsieg                      |
| C2     | Thorkild Thyrring | Almo Coppelli    | Spice SE88C           | Rang 5                          |

### Renndaten
- Gemeldet: 35
- Gestartet: 27
- Gewertet: 17
- Rennklassen: 2
- Zuschauer: 10.000
- Wetter am Renntag: kalt und regnerisch
- Streckenlänge: 4,542 km
- Fahrzeit des Siegerteams: 6:01:34,230 Stunden
- Gesamtrunden des Siegerteams: 142
- Gesamtdistanz des Siegerteams: 985,480 km
- Siegerschnitt: 163,533 km/h
- Pole Position: Mauro Baldi – Sauber-Mercedes C9/88 (#62) – 2:02,250 = 204,368 km/h
- Schnellste Rennrunde: Jan Lammers – Jaguar XJR-9 (#2) – 2:22,120 = 175,795 km/h
- Rennserie: 9. Lauf zur Sportwagen-Weltmeisterschaft 1988